# Oliver Hirschbiegel
Oliver Hirschbiegel (Hamburgo, 29 de dezembro de 1957) é um diretor de cinema alemão.

## Biografia
Tanto seu primeiro longa-metragem Das Experiment ("O Experimento") como Mein letzter receberam a aprovação da crítica.
Em 2004 estreou o filme Der Untergang ("A Queda"), produzido por Bernd Eichinger, sobre os últimos dias de Adolf Hitler, na qual representou o primeiro projeto sobre este tema desenvolvido por um cineasta de origem alemã. O filme causou controvérsia na Alemanha pela forma como os líderes nazistas são apresentados e, por outro lado, ganhou um grande número de prêmios e reconhecimentos, incluindo a nomeação de melhor filme estrangeiro no Oscar.
O próximo filme de Hirschbiegel foi a quarta adaptação do romance The Body Eaters Are Coming intitulado  Invasion. O lançamento na Alemanha foi em 18 de outubro de 2007. Em contraste com os projetos anteriores de Hirschbiegel, este filme não foi produzido na Alemanha, mas no Estados Unidos. O filme permaneceu nas bilheterias muito abaixo das expectativas e foi avaliado pela crítica principalmente de forma negativa. Oliver Hirschbiegel foi substituído durante a produção como diretor. As irmãs Wachowski e James McTeigue posteriormente participaram da revisão do filme, sem serem citados nos créditos.
En 2007 estreou um filme que levava o título de The Invasion, protagonizado por Nicole Kidman e Daniel Craig.

## Filmografia
- Das Experiment (2001)
- Mein letzter Film (2002)
- Der Untergang (2004)
- The Invasion (2007)
- Five Minuts of Heaven (2009)
- Diana (filme) (2013)